# Warren Adler
Warren Adler (* 16. Dezember 1927 in Brooklyn, New York City, New York; † 15. April 2019 in Manhattan, New York City, New York) war ein US-amerikanischer Schriftsteller.

## Leben
Nach seiner Schulzeit war Adler bei der Tageszeitung New York Daily News tätig. Während des Koreakrieges arbeitete er in Washington als Korrespondent und seine Berichte wurden in jeder militärischen Einrichtung veröffentlicht. Sein erster Roman erschien im Jahr 1974.
Nachdem er 24 Romane geschrieben hatte, wurden zwei von ihnen, The War of The Roses und Random Hearts, verfilmt. The War of The Roses wurde unter der Regie von Danny DeVito gedreht. Namhafte beteiligte Schauspieler waren unter anderem Michael Douglas and Kathleen Turner. In dem Film Random Hearts spielten unter anderem Harrison Ford und Kristin Scott Thomas mit. Adlers Buchreihe The Fiona FitzGerald Mysteries wurde als Serie im amerikanischen Fernsehen ausgestrahlt. Insgesamt wurden zwölf seiner Bücher verfilmt, unter anderem auch Private Lies.
Adler starb im April 2019 im Alter von 91 Jahren an den Folgen von Leberkrebs.

## Werke

### Romane
- The Children of the Roses
- Cult
- Mourning Glory
- Random Hearts
- Trans-Siberian Express
- The Casanova Embrace
- Blood Ties
- Natural Enemies
- Banquet Before Dawn
- The Housewife Blues
- Madeline's Miracles
- We Are Holding the President Hostage
- Private Lies
- Twilight Child
- The Henderson Equation
- Undertow
- The War of The Roses
- Funny Boys

### Kurzgeschichten
- The Sunset Gang
- Never Too Late for Love
- Jackson Hole, Uneasy Eden
- The Washington Dossier Stories
- New York Echoes

### The Fiona FitzGerald Mysteries
- American Quartet
- American Sextet
- Immaculate Deception
- Senator Love
- The Witch of Watergate
- The Ties That Bind
- Death of a Washington Madame